# Spoorlijn Dijon-Ville - Vallorbe (grens)

Ligging van de spoorlijn

De spoorlijn Dijon - Vallorbe is een spoorlijn van ongeveer 145 km tussen Dijon in Frankrijk en de grensplaats Vallorbe in Zwitserland.
De lijn begint op station Dijon-Ville in Dijon. Het traject tot station Frasne werd in 1855 in gebruik genomen. Het deel tussen station Pontarlier en station Frasne kwam in 1862 klaar. In 1875 werd het deel tussen Pontarlier en station Vallorbe geopend, waarbij de tunnel onder de Col de Jougne een belangrijke rol speelde. De spoorlijn Vallorbe - Daillens geeft aansluiting op de lijn Brig - Domodossola over de Alpen.